# アスラズ ラース
『アスラズ ラース』（Asura's Wrath）は、日本で2012年2月23日にカプコンから発売された、サイバーコネクトツー制作のアクションゲーム。

## 概要
本作はアクションの他にシューティング要素も盛り込まれているが、最大の特徴は全体のほぼ半分がテレビ番組や映画のドラマをプレイヤーが操作しているような感覚を感じられるようにQTE（本作では「PDE」〈Player Driven Event〉と呼称）を多用していることである。また、Unreal Engine 3による描写と板野一郎による「板野サーカス」と呼ばれるカメラワークや演出により、臨場感ある、リアルなのにファンタジーな独特の映像を作っている。シナリオ展開もドラマを意識した作りになっており、Aパート→アイキャッチ→Bパート→次回予告、という体裁を取っている。また、シナリオ本編は大きく3つの章に分かれており、のちに完結編となる4章が有料配信された。
本作の舞台はSFを意識した、インド神話・仏教神話をベースにした未来的な世界観である。本作のテーマは「怒」である。
日本ゲーム大賞2011年フューチャー部門受賞作である。

## 仕様
本作はガードの概念が存在しない。その代わり、特定の攻撃に対するQTEによるカウンター攻撃やクイックムーブによる回避、リカバリーによるダメージの軽減がある。リカバリーは敵の攻撃を受けた直後にジャンプボタンを入力することによって踏み止まりと若干の体力回復を得られるシステムになっている。
通常攻撃ボタンを連続して押すと自動でコンボ攻撃になる。本作にはロックオン機能が存在し、敵に照準を合わせるとロックオン状態になって自動で攻撃をその対象に向ける。ロックオンはある程度任意で外すこともできる。
通常攻撃ボタンを長押しするとダッシュアタック、ジャンプ中に通常攻撃を入力するとダイブアタックを行う。ヘビーアタックボタンを押すと自キャラを中心とした強力な攻撃が発生する。ただし、1度ヘビーアタックを使うとオーバーヒート状態になり、自キャラクターの頭上に赤い円で表示されるオーバーヒートゲージが消えるまでヘビーアタックとスペシャルアタックが使えなくなる。
ダウン中の敵に近づくとボタンのアイコンが表示され、その指示されたボタンを押すとスペシャルアタックが発動し、迫力の演出と共に複数の敵を巻き込める攻撃が発動する。
シュートボタンを押すと遠距離攻撃を行う。長押しするとラピットシュートとなり飛び道具を連射する。シューティングシーンではロックオン状態でシュートボタンを押すとロックオンした的に飛び道具が追尾する。

### ゲージ
本作には体力ゲージの他にバーストゲージとアンリミテッドゲージが存在する。両方とも敵にダメージを与えるとゲージが溜まり、アンリミテッドゲージは被ダメージでも溜まる。アンリミテッドゲージが満タンになるとアンリミテッドモードを発動させることができる（イージーモードでは自動発動）。アンリミテッドモードは一定時間、敵の攻撃を受けても怯まなくなり、オーバーヒートを無効化する効果がある。バーストゲージが溜まるとバーストボタンを押すように指示され、ボタンを入力するとQTEを使った非常に強力な攻撃「バースト攻撃」が発動する。ボスを始めとした一部の敵は体力と言う概念が存在しないため、バースト攻撃を発動させない限り倒すことができず、話が進まない。
本作には「エクストラゲージ」というシステムがあり、さまざまな効果を持ったゲージが複数用意されている。これらのゲージは決められた条件を満たすとアンロックされる。ゲージを変えることによってゲームの進行を有利に進めたり、逆に縛りプレイを行うことができる。

## 物語
人間の上位階級「神人類」が支配する「神国トラストリム」と呼ばれる唯一の巨大国家が文明の中心となり支配する世界。地上を覆う不浄が具現化した存在・ゴーマの脅威におびえながら人々は生活をしていた。アスラら八神将率いる神国軍は最凶の「ゴーマ・ヴリトラ」を「ブラフマーストラ」とアスラの娘である巫女ミスラの力を借りて辛うじて退ける。
家に帰り、妻と娘に歓待されるアスラ。しかし、アスラは八神将デウスらの陰謀に嵌まり神皇殺しの濡れ衣を着せられた上、妻を殺され、娘を攫われ、自らもデウスによって殺される。
アスラが目を覚ましたのは柱のような塔が林立する「間（はざま）の世界」だった。死のショックにより記憶を失い、自らが何者だったか思い出せないアスラはそこで出会った黄金の蜘蛛の言うとおりに柱を登り、現世に甦る。そこはアスラが殺されてから1万2千年後の世界で、相変わらず人々を苦しめるゴーマが闊歩し、そのゴーマとの最終決戦という大義のために民の魂を狩る「七星天」を名乗るかつての八神将たちだった。
「怒り」の赴くままに、アスラは戦いを始める。

## 登場キャラクター

### アスラと家族
アスラ
声 - 安元洋貴
本作の主人公。力業で相手を粉砕する戦い方を取り、怒りの力やマントラの力で金属質の外見の腕が6本ある「六天金剛 アスラ」の姿に変化しパワーアップする。しかし、ダメージを受け過ぎると腕がもげる。怒れば怒るほど強化されていくのだが、怒りが極限に達すると自我をも失い、黒い体に背中から体より大きくマグマのような赤い巨大な腕が4本生えた「否天」の姿に変化し暴走してしまう。
ヴリトラ討伐の直後、王宮に呼び出され、そこで血まみれになって壇上から落ちる神皇を受け止めたため腕が血に濡れ、それを王宮の使者に見られたことから神皇殺しの濡れ衣を着せられる。嫌な予感を覚え王宮の兵士たちの猛攻撃を突っ切って邸宅に帰るも時すでに遅く、妻のドゥルガは致命傷を負わされ、ミスラは攫われていた。その後、デウスら他の八神将の所で封じ込められたミスラを発見するもデウスに歯が立たず、彼に殺され下界に落とされる。
その後、「間の世界」で記憶喪失状態で意識を取り戻す。黄金の蜘蛛にそそのかされながら感情の赴くままに柱を登り、自分が死んでから1万2千年後の世界で復活する。そこで相変わらず闊歩するゴーマと、ゴーマと人の魂を奪い合うワイゼンに遭遇。ワイゼンと戦う内に記憶が戻り、自分から全てを奪った七星天への怒りの赴くままに戦いを続ける。そのため、現在の世界の秩序とは相容れない存在となっており、七星天からは「悪鬼羅刹」と呼ばれる。
ミスラが赤ん坊だった頃はドゥルガが抱くと泣き止むのに自分が抱くと余計に泣くため、娘の扱いに困って悩んでいた。とにかくミスラに甘く、それ故にデウスらの姦計に嵌められた。
本作の基本プレイヤーキャラクターだが、場合によってはヤシャを操作する場面もある。
18話でのゴーマ ヴリトラとの決戦では、ヤシャと共にゴーマ ヴリトラに挑むも圧倒的な一撃を受け、満身創痍で宇宙空間を漂っていた。そこにミスラから届けられた力を受け、6本の腕から無数の腕を2本の豪腕として集束させた「光臨 アスラエル」の姿に変化しパワーアップする。
22話での転輪王との最終決戦では、転輪王が地球へ向けて放った一撃をヤシャから受け取った因果要塞の八極炉に吸収させ、地球よりも大きなアスラの最終形態「輪壊者 アスラ・マズダ」となり、転輪王を倒す。しかし、転輪王の死はマントラが世界から消えることを意味し、アスラ自身もマントラを動力源とするサイボーグであったため、妻子への想いを胸に怒りを捨て、娘を救った満足感と共にその生涯に幕を閉じた。
ミスラ
声 - 釘宮理恵
アスラの娘。マントラを増幅させる力に優れた優秀な巫女であり、神の力を高める巫女として選出され、神国において重要な存在になっている。歴代の巫女の中でも飛び抜けて優れた資質を持っている事から"奇跡の巫女"と呼ばれ、デウス一味のクーデターの際にデウスの元に誘拐、封印されてマントラを強制的に紡がされている。
天真爛漫で健気だが、甘えん坊な所が抜け切っていない泣き虫。
生まれて間もない頃アスラの前ではいつも泣いてばかりいたせいで、アスラは泣かせまいと気張った結果かなり彼女を甘やかしてしまったらしく、ミスラが食わず嫌いで食べようとしない野菜をドゥルガの目を盗んで食べてしまったり、ミスラが巫女に選ばれた時には猛反対した挙句家を飛び出してしまうなど、父親としてのアスラの様は完全に親バカ丸出しだった。しかしそれ故に親子としての絆は深く、ミスラは父の助けになるために巫女となり、アスラも娘の未来を造るために戦うという、決して切り離すことのできない関係になっていた。
最終的に転輪王の死によってアスラの一族はミスラ以外全て滅ぶことになるものの、成長後は父の生き様を現世の者へ伝えていく。
ドゥルガ
声 - 井上喜久子
アスラの妻でミスラの母。ヤシャの妹でもある。アスラという一人の男を誰よりも理解し支えていた。クーデターの際にデウス一派の一人であるセルゲイに殺される。事切れる寸前にアスラにミスラのことを託した。

### 七星天
かつてアスラが在籍していた時は八神将という名だったが、アスラが抜けた後は七星天と名を変えた。
デウス
声 - 江原正士
八神将の総司令、および七星天の筆頭で、それに違わぬ力の持ち主。世界の秩序とゴーマの完全撲滅という大儀のために大廻転を計画するも神皇ストラダに一蹴されたため、クーデターを起こし殺害した。また、計画にミスラが必要だったことから、確実に計画を妨害し、最大の障害となるアスラを排除するため、彼の全てを奪った。その行動は全て世界秩序のために行っており、そのためなら悪になるとも言っており、決して権力と地位欲しさにクーデターを起こしたわけではなく、むしろ権力欲は皆無である。アスラとヤシャの攻防により敗死。
ヤシャ
声 - 諏訪部順一
八神将および七星天の一人でドゥルガの兄。場合によってはプレイヤーキャラクターになる場面もある。独特な形のサンバイザーを愛用している。冷静沈着で、文武に長ける。神速の体技を持ち、その実力は七星天の中でも抜きん出ている。アスラが剛ならヤシャは柔で、義理の弟であるアスラとはあらゆる意味で対照的。大義のために自らの妹を捧げるも、内心では迷いが残っている。最終的にデウスの大儀に疑問を抱き、暴走したアスラとの戦いにて自ら七星天を退き、デウスへ反逆の意を示した。
転輪王に敗れたアスラを因果要塞中枢部で回収した八極炉と自身のマントラで復活させ、その力を引き出すべく自らアスラへ戦いを挑み、自分の命と引き換えに八極炉の力を生み出した。
オーガス
声 - 石塚運昇
八神将、および七星天の一人でアスラの武術の師匠。アスラからは「ジジイ」と呼ばれ、いけ好かない印象を持たれている。獅子の如き豪放磊落な性格で、戦いの後に美姫を抱き美酒を煽るのが好きで、そのために戦いこそが楽しみと考える享楽主義者の狂戦士。それ故、デウスが唱える世界を嫌っている。「無明鬼哭刀」と呼ばれるどこまでも伸びる太刀の使い手だが、普段は素手、または鞘に仕舞ったまま打突や殴打するようにして戦っており、鞘から抜いたのは今まででゼウスに対して使用した一回のみ。
チュートリアルでアスラに武術を教える他、その後アスラを温泉、美姫、美酒へと誘い、戦いへ誘った。無明鬼哭刀も使用するが、最後は無明鬼哭刀を折られ、逆に利用されて倒れる。
また、その後無明鬼哭刀はアスラがゴーマとの戦闘に使用するために持って行き、第11.5話でゴーマの大群との激闘で完全に砕け散った。
オルガ
声 - 本田貴子
八神将、および七星天の紅一点。デウスの副官のような存在。直接戦場に赴くことは少なく、指揮官として後方からデウスを守る。デウスに心酔しており、彼のためなら人類を犠牲にすることも厭わない。反対にアスラとヤシャをとにかく嫌っている。
デウス亡き後、復讐のためミスラを殺そうとしたが、黄金の蜘蛛が放った糸を体に巻きつけられたことで逆に殺されてしまう。
セルゲイ
声 - 飛田展男
八神将、および七星天の一人。青年のような姿。独特の美学の持ち主で何よりも美を愛する。踊りのように優雅な戦闘スタイルで、容赦無く相手を殲滅する。その端麗な容姿とは裏腹に、冷酷かつサディスティックな性格で、ゴーマを倒すためならば平然と街ごと潰す。ドゥルガを殺した実行犯。
暴走したアスラにドゥルガ殺害を悪びれもせず明かしたため、胴体を引き裂かれた上に踏みつぶされるという惨めな最期を遂げる。ヤシャはセルゲイがドゥルガを殺したことを知っていた。
カルロ
声 - 大塚周夫
八神将、および七星天で軍師をしている老獪で小癪な人物。闘争に参加することは少ないが、俊敏な技を隠し持つ。ただし、普段は歩くことすら面倒らしく、車輪がついた浮遊する杖で移動している。幾重にも策を巡らすことが好き。
戦艦を撃墜される寸前に脱出ロケットで逃げるも、アスラに追いつかれロケットもろとも押し潰されて敗死。
ワイゼン
声 - 茶風林
八神将、および七星天の中で随一の巨躯と豪腕を持つ。慇懃無礼な口調で話し、難しい言い回しを好む。アスラが最初に戦った七星天。
マントラを使って限りなく巨大化する能力を持ち、「金剛ワイゼン」となってアスラに挑むも敵わず、最後は地球よりも大きな「大権現ワイゼン入道」の姿に巨大化し宇宙から指でアスラを潰そうとするが、あと一歩のところで逆転され敗死。

### 神国トラストリム
神皇ストラダ
声 - 大林隆介
第128代神皇。デウスらによるクーデターで殺される。
八神将とミスラの力を過信し、デウスが出したヴリトラ完全消滅の訴えを「何もしないことこそ政だということもある」と退けた。これがデウスの反感を買い、アスラの排除も兼ねて殺されることになる。
陰法師
声 - 安井邦彦
大尊
声 - 大林隆介
羅将
声 - 金光宣明
童子
声 - 坪井智浩

### その他
アーリャ
声 - 釘宮理恵
アスラがヤシャに倒された後に二度目の復活をした際に最初に会った少女。ミスラと容姿が瓜二つ。赤ん坊をあやしながら、ヤシャに真っ二つにされ岩に埋められたアスラの体を御神体として崇める寒村で暮らしていた。カルロ率いる神国軍による魂狩りにより両親や親しい人たちを失い、神国軍を怨む。最終的にオルガの艦隊の砲撃により死亡。その死はアスラに極限の怒りをもたらし、否天となるきっかけになってしまう。
黄金の蜘蛛
声 - 大竹宏
「間の世界」でアスラに語りかける黄金の蜘蛛。その口調から純粋にアスラを助けようとしている訳ではなく、アスラを利用した何らかの思惑がある模様。
転輪王
声 - 糸博
最終章（DLC）で登場。黄金の蜘蛛の正体にしてすべての黒幕。ミスラのマントラを利用し、千手観音のような姿をした「チャクラヴァルティン」として現れる。自らの後継者（アスラ）を欲していたが、結果的にミスラを苦しめたために断られる。アスラとの最終決戦で、弥勒菩薩のような姿をした「ア・スラ」に変身するも、アスラの怒りの力には敵わず、敗死する。
実はマントラのシステムは転輪王の力に支えられていたため、倒してしまえば全てのマントラは失われてしまい、マントラの力で支えられていたアスラの生命も尽きてしまう運命だった。

## 用語
神国トラストリム
本作の世界にある唯一の国家。神人類が下界の人類を支配する構造になっている。全体的にインド風の文化や建造物がモチーフとなっている。神都は空中に浮いた機械的な構造体で、神人類はマントラの力を使った未来的な技術を使用する。
神人類
マントラの力で人を超えた力を行使できる、人類の上位種。この世界の支配階級である。体に見られる独特の文様はマントラの回路のような物。
一部の神人類、特にアスラを含めた神国軍に所属する兵士などは、高い戦闘力を得るために肉体を機械化、再構成したサイボーグとなっている。
最終的にはマントラのシステムを支えていた転輪王が消滅したことで、全ての神人類はマントラの力を失った。
下界
地上にある世界。下界の人間は神人類の技術とはほぼ無縁の素朴な生活をし、ただただ神に祈りを捧げ、神人類に従うことしかしない。
アスラが2度目に蘇った際は、神人類とは違う言語を使っていた（何を言ってるのかはわからないが、何を伝えたいのかは雰囲気でなんとなく分かる模様）。
ゴーマ
地上を覆う不浄（輪廻ができない魂）が具現化した存在。知能は存在せず、本能のみで神々や人々を襲う魔物。姿はゴリラや猿、象、亀、魚など様々な種類があり、全ての個体に共通して黒い体表に紅い血管のような紋様が浮かんでいる。体内には血液の代わりにマグマが流れており、個体によってはこれを弾丸や熱線として吐き出して攻撃してくる。大きさは人間大のものから山一つ分のものまで存在する。地球の意志そのものでもあるゴーマ・ヴリトラから生まれる。人の魂が餌。
ゴーマ・ヴリトラ
ゴーマの親玉であり根源でもあるゴーマ。その正体は、転輪王が自らの後継者たり得る神人類を育成するために、人類と神の存在を憎む地球の意思（本来魂の輪廻転生に深く関わるマントラを、エネルギーとして浪費し続けることへの「怒り」）そのものに形を与えた存在。大陸一つ分の地殻を食い破って出てくる程の巨躯で、一度目は巨大な嘴のような姿となって登場した。
2度目においては大きく姿が変わり、蛇のような、口がついた触手が円状に多数生え、その中心に、地面の亀裂が人の顔面を模したような中心部が存在する姿となっている。
その奥底には、本体である否天と化したアスラに似た姿をした「噴帝 ヴリトラ」が潜んでいる。
マントラ
人間の想いや魂のエネルギー。祈りによって神人類に元に届くが、死んだ人間の魂を狩る方が効率が良いらしい。この世界の業とされる「我」「色」「欲」「怠」「虚」「暴」「憂」「怒」の8つの感情に特に反応しやすく、このいずれかの性質を強く持つ神人類が八神将に選ばれ、属性として代々受け継いできた。
因果要塞
ブラフマーをそのまま模した姿をした惑星級の大きさを誇る超巨大要塞。額に当たる部分に後述する「因果応砲ブラフマーストラ」を搭載している。
因果応砲ブラフマーストラ
因果要塞に搭載されている超破壊兵器で、放たれる超エネルギーであらゆるものを破壊し、焼き尽くす。マントラを大量に消費するのが最大の弱点で、劇中でも因果要塞に積まれた大量のマントラを1回の砲撃（それも途中で妨害され、照射を中断されている状態）で3分の1も消費したほど。
大廻転
七星天筆頭となったデウスが指揮する、世界を救うために神とゴーマの因果関係を断ち切る計画。その計画は以下の手順で行われる手筈になっていた。
1：神皇ストラダを廃し、デウス自らが神国を自由に動かせる立場となる。
2：次のヴリトラ出現までに可能な限り多くのマントラを回収し、神国軍の切り札である因果要塞とその主砲たる「因果応砲ブラフマーストラ」を完全に完成させる。
3：歴代最大の力を持つ巫女ミスラの力で集めたマントラをさらに増幅し、恒星一つに匹敵する威力を得たブラフマーストラでヴリトラと地球の意思を完全に破壊する。
この大廻転の成就にはミスラが必要不可欠の存在であり、デウスがアスラを排除したのは、巫女になること自体に反対していたアスラが娘の引き渡しを間違いなく拒む上に、引き渡しを阻止するために計画そのものを壊すことが明らかなためである。

## ダウンロードコンテンツ
第11.5話、第15.5話
全編がアニメムービーとなっており、直接操作して戦闘する場面はなく、PDEイベントのみで構成されている。
第四部輪壊編
第参部夜鏡編 真説18話のその後のエピソード。転輪王との真の最終決戦となる、本編の最終章。
異聞第1話、異聞第2話
『ストリートファイターIV』とのコラボレーションシナリオで、異聞第1話はリュウ、異聞第2話は豪鬼と戦う。
また、途中でリュウは殺意の波動に目覚めたリュウへ、豪鬼は狂オシキ鬼へと変身する。
共通して変身前は『ストリートファイターIV』のシステムに似た2Dの視点で戦闘を行い（相手の体力ゲージは存在するが、体力を0にして倒しても相手が無限にコンティニューを行うため、バースト攻撃を行わなければ話が進まない）、変身後は従来の3Dアクションで戦闘を行う。3Dアクションでは殺意の波動に目覚めたリュウと狂オシキ鬼が、原作の模写を遥かに超えた力を披露する。

## その他
第22話のエンディングイラストでは、8億年後が描かれており、アスラや七星天たちの生まれ変わりと思われる人々の生活が描かれており、春麗も登場している。

## スタッフ
- プロデューサー：土屋和弘
- ディレクター：下田星児
- シナリオ：重馬敬（シナリオ工房 月光）
- 音楽：福田考代（LieN）
- 特別演技監督：板野一郎
- 演出監督：入川慶也

## 主題歌
『震える心』
作詞・作曲 - 福田考代（LieN） / 唄 - 三谷朋世（LieN）

## 漫画版
『アスラズ ラース 〜廻 KAI〜』のタイトルで、一文字蛍による作画、岡田邦彦による脚本で、『月刊ニュータイプエース』にて2011年Vol.1号から2012年Vol.11号まで連載。単行本はカドカワコミックス・エースから全2巻。